# Neurokinina B
Neurokinina B – neuroprzekaźnik peptydowy z grupy tachykinin.
Występuje w wysokim stężeniu u ciężarnych kobiet, u których dochodzi do rozwoju stanu przedrzucawkowego. Jest wykrywalna od 9 tygodnia ciąży, może więc służyć do monitorowania kobiet z grupy ryzyka.
Zawiera fosfocholinę, która stanowi jedną z substancji maskujących komórki łożyska przed układem odpornościowym matki.
W grudniu 2008 odkryto, że neurokinina B i jej receptor neurokininowy typu 3 stanowią elementy krytyczne systemu, który uruchamia w mózgu uwalnianie gonadoliberyny, co wyzwala kaskadę biochemicznych i neurologicznych procesów prowadzących do osiągnięcia dojrzałości płciowej.